# Tschechischer Fußball-Supercup

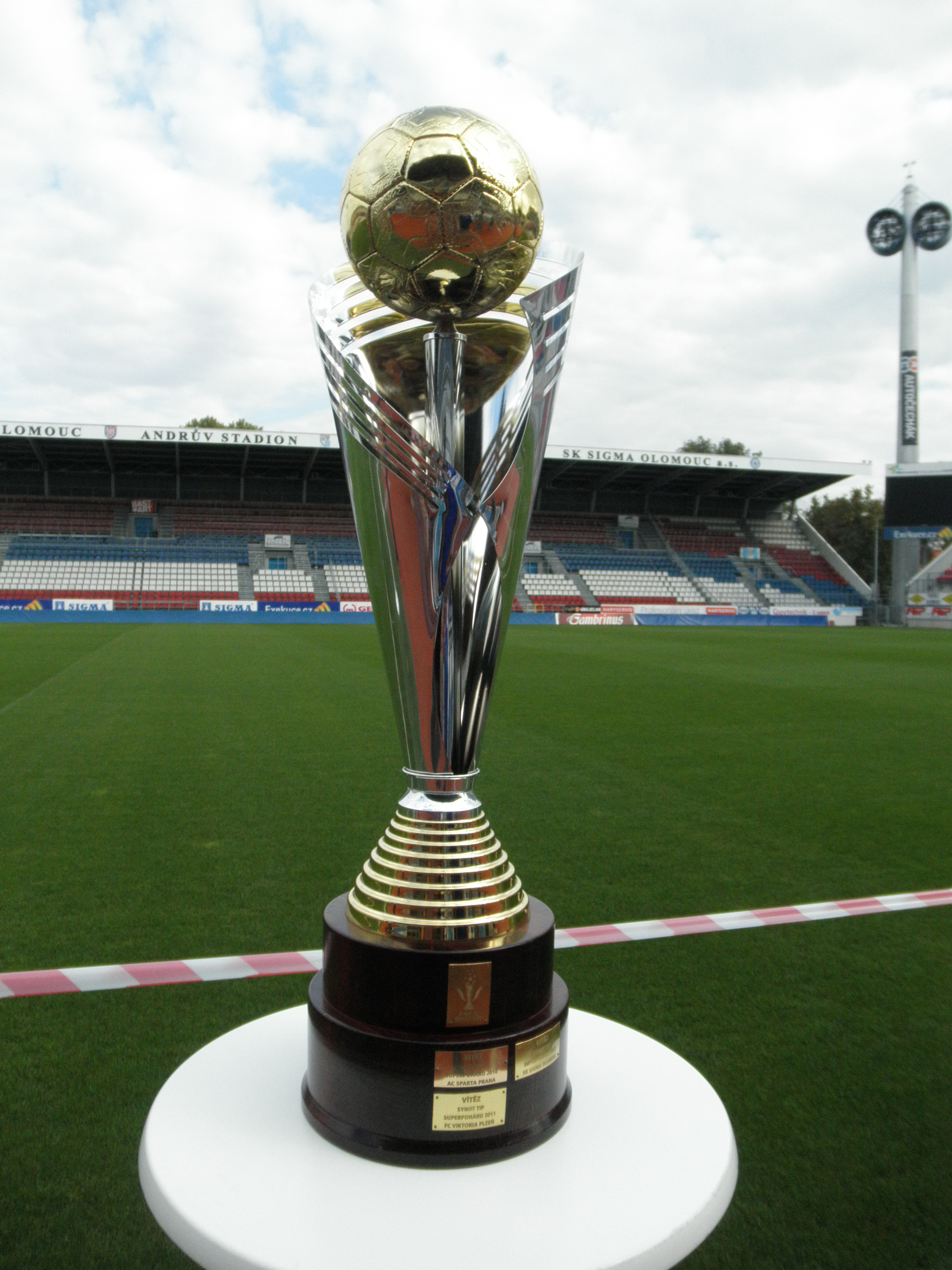
Tschechischer Fußball-Supercup

Der Tschechische Fußball-Supercup (tschechisch: Český Superpohár) war ein tschechischer Fußballwettbewerb, in dem zu Beginn einer Saison der tschechische Meister und der tschechische Pokalsieger der abgelaufenen Saison in einem einzigen Spiel aufeinandertrafen. Der Wettbewerb wurde von Synot Tip gesponsert und war deshalb auch als Synot Tip Supercup bekannt. Das Spiel fand im Stadion des Meisters statt.

## Die Endspiele im Überblick
| Jahr         | Spielort                    | Meister         | Ergebnis             | Pokalsieger        |
| ------------ | --------------------------- | --------------- | -------------------- | ------------------ |
| 2010 Details | Generali Arena, Prag        | Sparta Prag     | 1:0                  | Viktoria Pilsen    |
| 2011 Details | Stadion města Plzně, Pilsen | Viktoria Pilsen | 1:1 n. V., 4:2 i. E. | FK Mladá Boleslav  |
| 2012 Details | Stadion u Nisy, Liberec     | Slovan Liberec  | 0:2                  | SK Sigma Olmütz    |
| 2013 Details | Doosan Arena, Pilsen        | Viktoria Pilsen | 2:3                  | FK BAUMIT Jablonec |
| 2014 Details | Generali Arena, Prag        | Sparta Prag     | 3:0                  | Viktoria Pilsen 1  |
| 2015 Details | Doosan Arena, Pilsen        | Viktoria Pilsen | 2:1                  | Slovan Liberec     |

### Rangliste der Sieger und Finalisten
| Rang | Verein             | Titel | Jahr(e)    | FT |
| ---- | ------------------ | ----- | ---------- | -- |
| 1    | Viktoria Pilsen    | 2     | 2011, 2015 | 3  |
| 2    | Sparta Prag        | 2     | 2010, 2014 | /  |
| 3    | SK Sigma Olmütz    | 1     | 2012       | /  |
|      | FK BAUMIT Jablonec | 1     | 2013       | /  |
| 5    | Slovan Liberec     |       |            | 2  |
| 6    | FK Mladá Boleslav  |       |            | 1  |